# Dżemal Cherchadze
Dżemal Cherchadze, gruz. ჯემალ ხერხაძე, ros. Джемал Ноевич Херхадзе, "Dżemał Nojewicz Cherchadze (ur. 2 lutego 1945 w Kutaisi, Gruzińska SRR, zm. 11 marca 2019) – gruziński piłkarz, grający na pozycji napastnika, trener piłkarski.

## Kariera piłkarska

### Kariera klubowa
Urodził się w Kutaisi. W 1962 rozpoczął karierę piłkarską w miejscowym klubie Torpedo Kutaisi, w którym występował przez 15 lat do zakończenia swojej kariery w 1976. W drużynie pełnił funkcje kapitana. W 1969 razem z Osianinym i Proskurinym został najlepszym strzelcem mistrzostw ZSRR (choć uczciwość tego osiągnięcia przez niektórych badaczy kwestionowane).

## Kariera trenerska
Po zakończeniu kariery piłkarskiej rozpoczął pracę trenerską. Najpierw trenował dzieci w Szkole Piłkarskiej Torpedo Kutaisi. Od 1981 pomagał trenować pierwszą drużynę Torpeda Kutaisi. W latach 1985–1986 samodzielnie prowadził amatorski zespół Meszachte Tkibuli, po czym powrócił do sztabu szkoleniowego Torpeda Kutaisi. Od kwietnia do czerwca 1996 pracował na stanowisku głównego trenera Torpeda Kutaisi.

## Sukcesy i odznaczenia

### Sukcesy klubowe
- brązowy medalista Pierwszej Ligi ZSRR: 1975

### Sukcesy indywidualne
- król strzelców mistrzostw ZSRR: 1969 (16 goli)

### Odznaczenia
- tytuł Mistrza Sportu ZSRR: 1968